# Castelul Arenfels
Coordonate: 50° 31' 19" N, 7° 18' 26" O

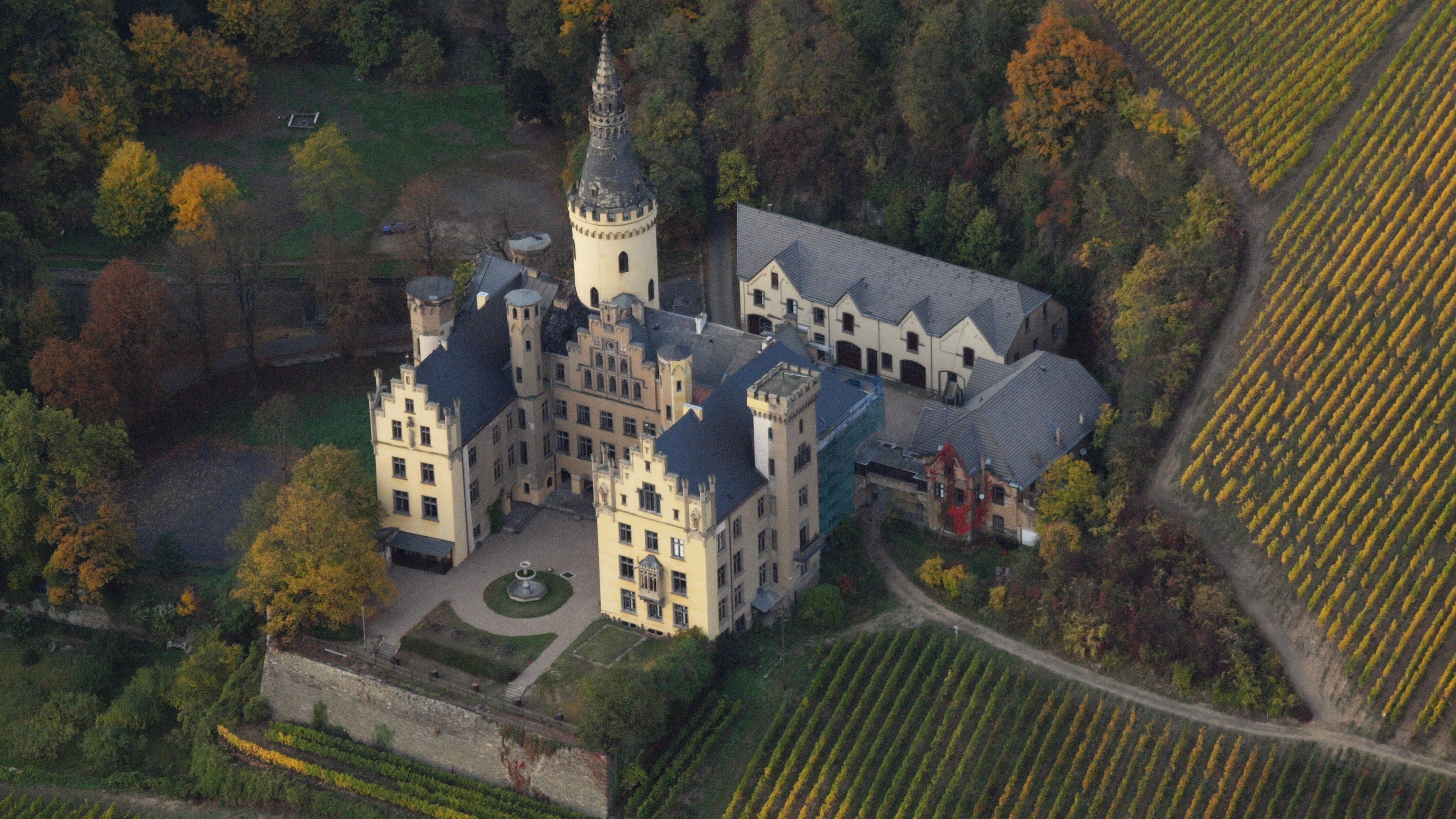
Arenfels

Castelul Arenfels denumirea veche fiind numit Castelul Arienfels, este sirtuat pe o culme deasupra orașului  Bad Hönningen in Rheinland-Pfalz, Germania. Datează ca o cetate din secolul XIII. Castelul cu arhitectura gotică de azi a fost realizată sub conducerea meșterului Ernst Friedrich Zwirner între anii 1849 și 1855. Din cauza celor 52 de uși și 365 de ferestre  a primit porecla de „castelul anului”.

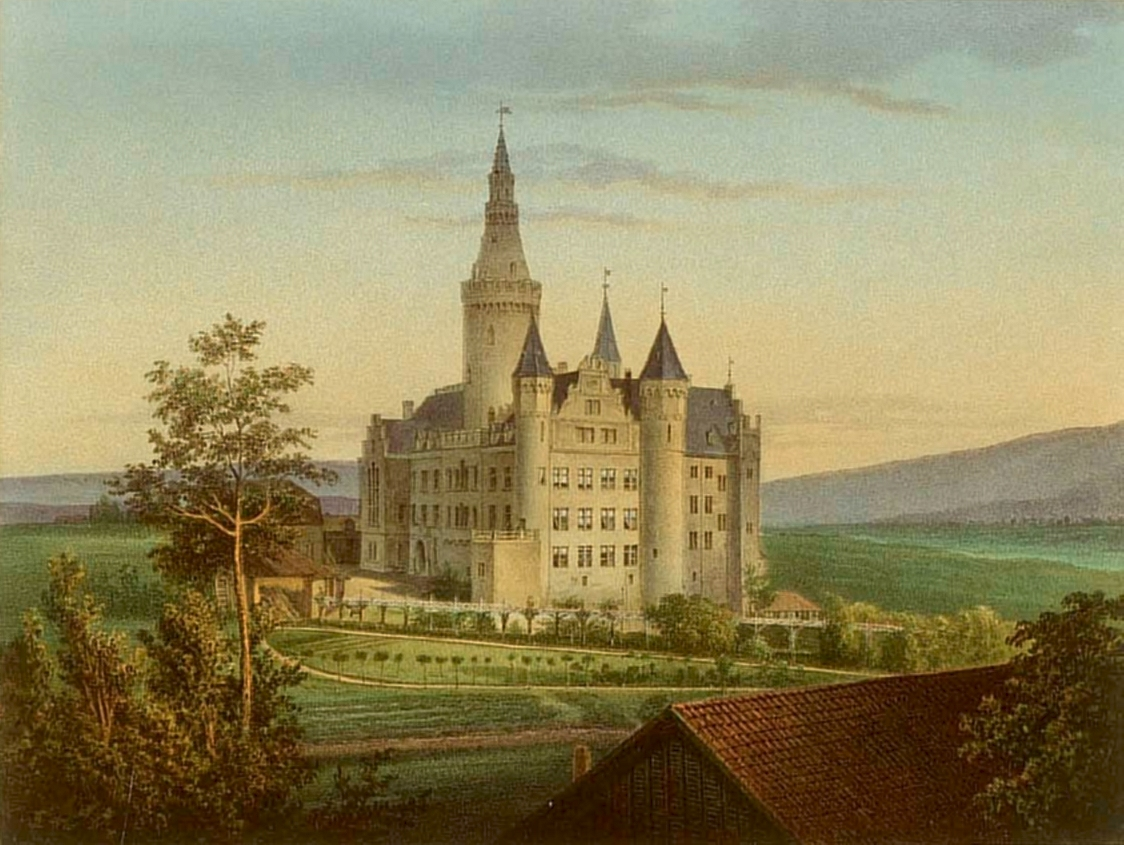